# Takashi Shimura
Pour les articles homonymes, voir Shimura.
Takashi Shimura (志村 喬, Shimura Takashi), de son vrai nom Shōji Shimazaki (島崎 捷爾, Shimazaki Shōji) (12 mars 1905 - 11 février 1982), est un acteur japonais, considéré comme l'un des plus grands comédiens japonais du XXe siècle.
Il est apparu dans plus de 200 films entre 1934 et 1981, et dans 21 des 30 films d'Akira Kurosawa (plus que tout autre acteur), notamment en tant qu'acteur principal dans L'Ange ivre (1948), Rashōmon (1950), Vivre (1952) et Les Sept Samouraïs (1954). Il joue aussi le professeur Kyohei Yamane dans Godzilla (1954) d'Ishirō Honda. Pour sa contribution aux arts, le gouvernement japonais lui a décerné la médaille au ruban pourpre en 1974 et l'ordre du Soleil levant en 1980.

## Biographie

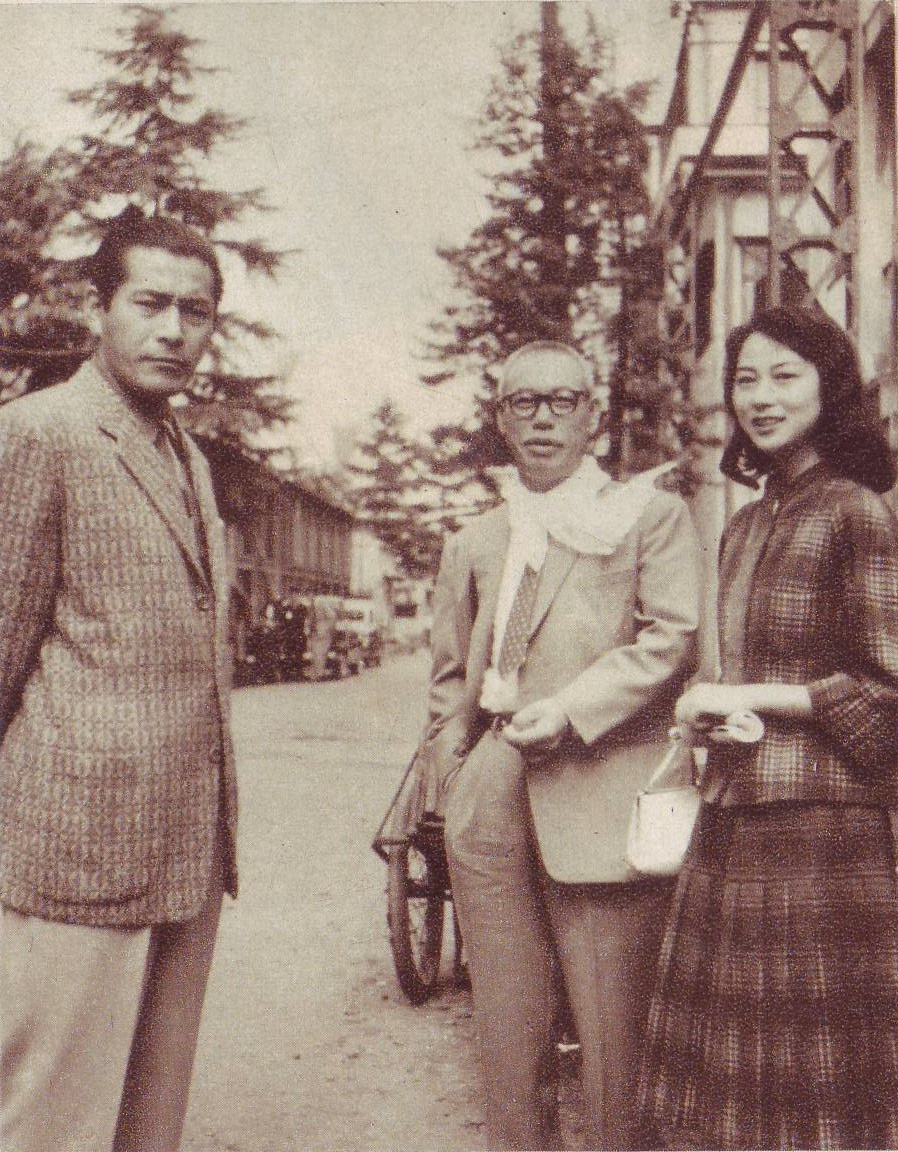
Toshirō Mifune, Takashi Shimura et Misa Uehara en 1957

Né dans la préfecture de Hyōgo, il est descendant d'une longue lignée de samouraïs. Il fonde à l'université du Kansai une troupe de théâtre amateur, puis rejoint en 1930 un groupe professionnel. Tentant sa chance au cinéma, il obtient ses premiers rôles en 1935 et 1936 avec Mansaku Itami puis Kenji Mizoguchi.
Il participe au premier film d'Akira Kurosawa en 1943, établissant ainsi une collaboration qui le fera apparaître dans presque tous les films du réalisateur jusqu'en 1965. Il collabore une dernière fois avec Kurosawa dans Kagemusha en 1980, mais les scènes où il apparaît sont coupées au montage pour l'édition occidentale.
Shimura est aussi connu pour son rôle dans Godzilla (1954).
Takashi Shimura a tourné dans plus de 430 films, sortis entre 1934 et 1981.

## Filmographie partielle
Sa carrière cinématographique, très prolifique, s'étend de 1934 à 1981. Il a également eu quelques rôles à la télévision à partir de 1966.

### Années 1930
- 1935 : Chuji se fait un nom (忠次売出す, Chūji uridasu?) de Mansaku Itami
- 1936 : L'Espion Akanichi Kakita (赤西蠣太, Akanichi Kakita?) de Mansaku Itami
- 1936 : L'Élégie d'Osaka (浪華悲歌, Naniwa erejii?) de Kenji Mizoguchi
- 1936 : Les Trois Vaillants Soldats boulets humains (忠烈肉弾三勇士, Chūretsu nikudan sanyūshi?) de Masahiro Makino et Hiroshi Inagaki
- 1937 : Cinq Hommes jeunes I (青春五人男 前篇, Seishun gonin otoko: Zenpen?) de Masahiro Makino
- 1937 : Cinq Hommes jeunes II (青春五人男 後篇, Seishun gonin otoko: Kōhen?) de Masahiro Makino et Hiroshi Seimaru
- 1937 : Duel à Takada-no-baba (血煙高田の馬場, Chikemuri Takadanobaba?) de Masahiro Makino : Takusan
- 1937 : Jiraiya (自来也?) de Masahiro Makino : Gundayū Yao
- 1938 : Kurama Tengu (鞍馬天狗 角兵衛獅子の巻, Kurama Tengu: Kakubei jishi no maki?) de Masahiro Makino et Sadatsugu Matsuda : Kichinosuke Saigō
- 1938 : Histoire d'un succès (出世太閤記, Shusse taikōki?) de Hiroshi Inagaki
- 1938 : Insectes en enfer (地獄の蟲, Jigoku no mushi?) de Hiroshi Inagaki
- 1938 : Le Double de la nuit (闇の影法師, Yami no kagebōshi?) de Hiroshi Inagaki
- 1938 : Un voyage de Yaji et Kita (弥次喜多道中記, Yajikita dōchūki?) de Masahiro Makino
- 1938 : Images infernales I (魔像, Mazō?) de Hiroshi Inagaki
- 1939 : Images infernales II (魔像, Zoku mazō: Ibara Ukon?) de Hiroshi Inagaki
- 1939 : Les Vauriens d'Edo (江戸の悪太郎, Edo no akutarō?) de Hiroshi Inagaki
- 1939 : Le Port de Shimizu (清水港, Shimizu minato?) de Masahiro Makino
- 1939 : Chants de tourtereaux (鴛鴦歌合戦, Oshidori utagassen?) de Masahiro Makino
- 1939 : Tsubanari rōnin: Zenpen (鍔鳴浪人 前篇?) de Ryōhei Arai : Sherikov

### Années 1940

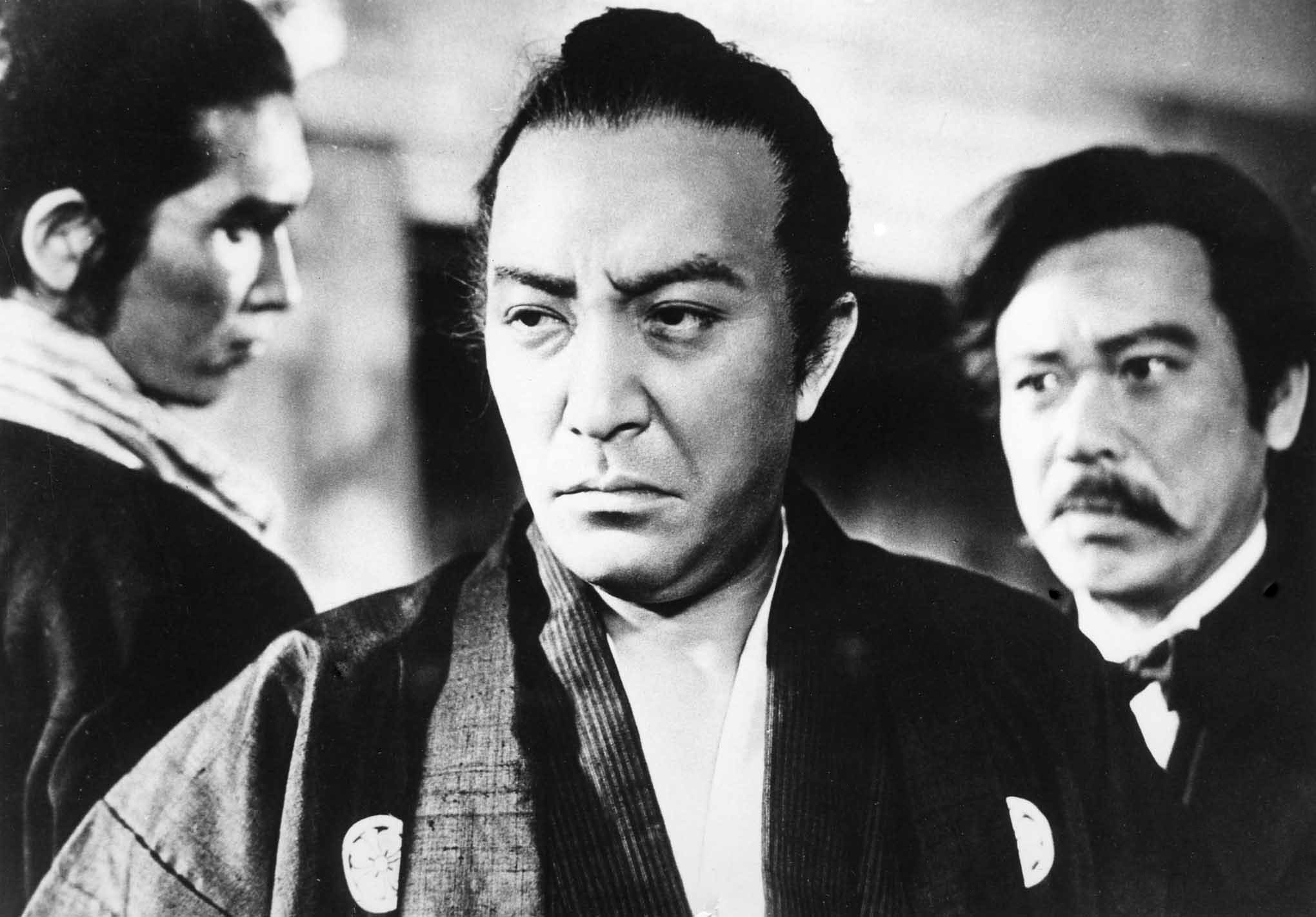
Tsumasaburō Bandō (centre) et Takashi Shimura (droite) dans Les Derniers Jours d'Edo (1941).

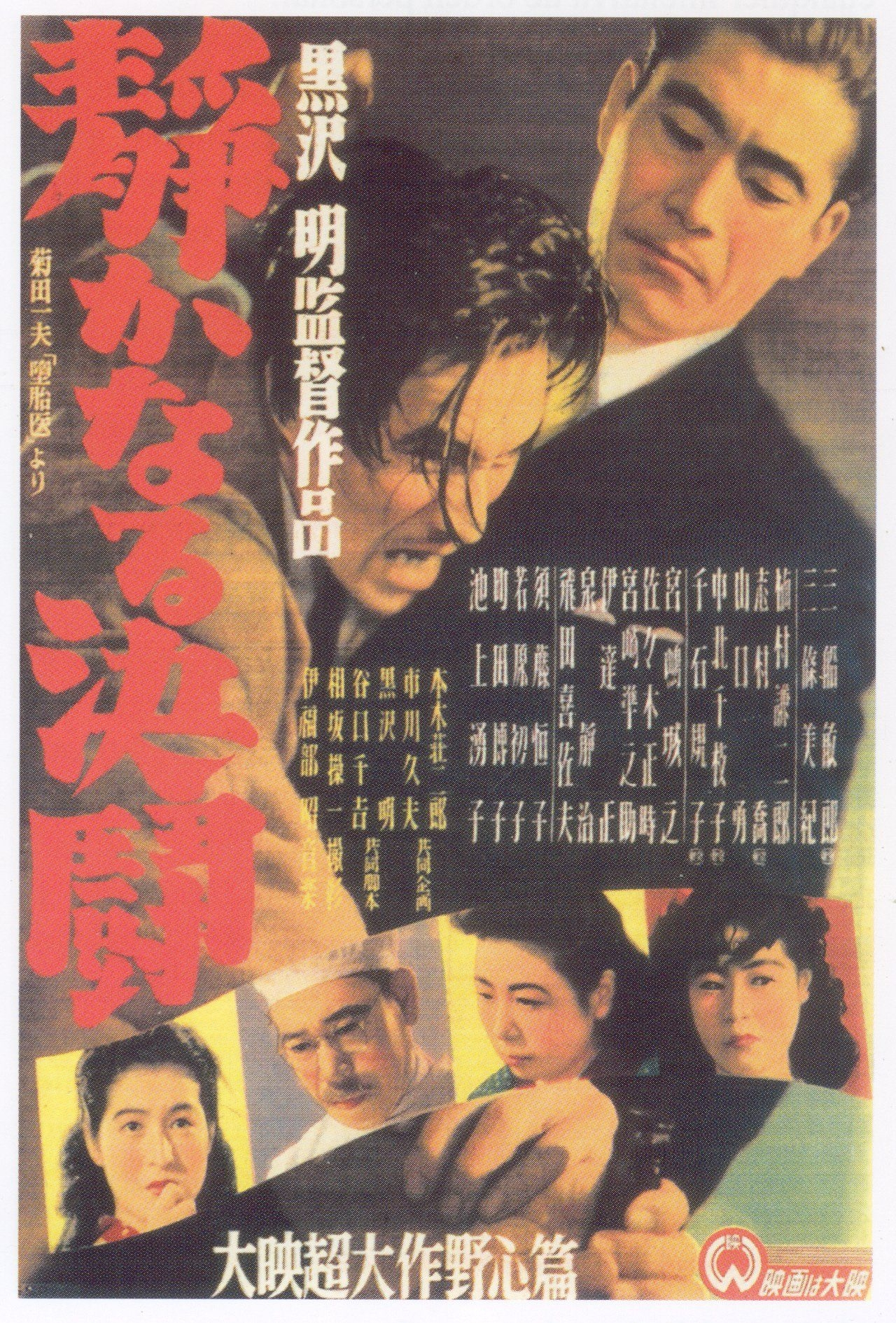
Affiche japonaise du Duel silencieux (1949).

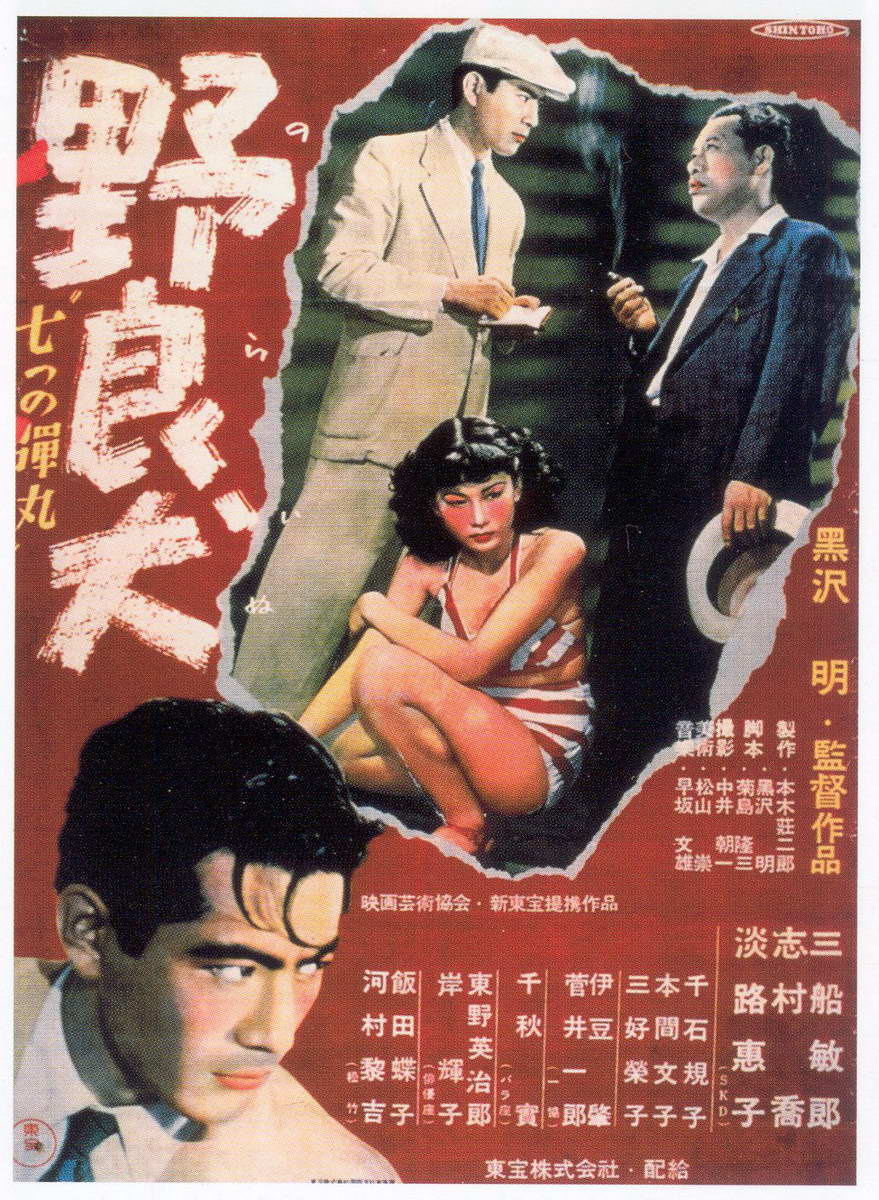
Affiche japonaise de Chien enragé (1949).

- 1940 : Tsubanari rōnin: Kōhen (鍔鳴浪人 後篇?) de Ryōhei Arai : Sherikov
- 1940 : Le Port de Shimizu II (続清水港, Zoku Shimizu minato?) de Masahiro Makino
- 1940 : Miyamoto Musashi I (宮本武蔵 第一部 草分の人々, Miyamoto Musashi: Daiichibu: Kusawake no hitobito?) de Hiroshi Inagaki
- 1940 : Miyamoto Musashi II (宮本武蔵 第二部　栄達の門, Miyamoto Musashi: Dainibu: Eitatsu no mon?) de Hiroshi Inagaki
- 1940 : Miyamoto Musashi III (宮本武蔵 剣心一路, Miyamoto Musashi: Kenshin ichiro?) de Hiroshi Inagaki
- 1940 : Nobunaga Oda (織田信長, Oda Nobunaga?) de Masahiro Makino
- 1941 : Le Festival de la mer (海を渡る祭礼, Umi wo wataru sairei?) de Hiroshi Inagaki
- 1941 : Sugata naki fukushū (姿なき復讐?) de Sadatsugu Matsuda
- 1941 : Les Derniers Jours d'Edo (江戸最後の日, Edo saigo no hi?) de Hiroshi Inagaki
- 1942 : Miyamoto Musashi : Duel à Ichijō-ji (宮本武蔵 一乗寺決闘, Miyamoto Musashi: Ichijō-ji kettō?) de Hiroshi Inagaki
- 1942 : La Mère et mon enfant (母子草, Hahakogusa?) de Tomotaka Tasaka
- 1943 : La Légende du grand judo (姿三四郎, Sugata Sanshirō?) de Akira Kurosawa : Hansuke Murai, le père de Sayo
- 1943 : Himetaru kakugo (秘めたる覚悟?) d'Eisuke Takizawa
- 1943 : La Marine militaire (海軍, Kaigun?) de Tomotaka Tasaka
- 1944 : L’Escadrille des faucons de Katō (加藤隼戦闘隊, Katō hayabusa sentō-tai?) de Kajirō Yamamoto
- 1944 : La Lutte quotidienne (日常の戦ひ, Nichijō no tatakai?) de Yasujirō Shimazu
- 1944 : Le Plus Beau (一番美しく, Ichiban utsukushiku?) d'Akira Kurosawa : le chef Goro Ishida
- 1944 : Le Chemin du drame (芝居道, Shibaidō?)
- 1944 : San-jaku Sagohei (三尺左吾平?) de Tamizō Ishida
- 1945 : Les Hommes qui marchèrent sur la queue du tigre (虎の尾を踏む男達, Tora no o o fumu otokotachi?) d'Akira Kurosawa : Kataoka
- 1945 : Tokkan ekichō (突貫駅長?) de Torajiro Saito
- 1945 : Avec amour et serment (愛の誓ひ, Ai to chikai?) de Tadashi Imai
- 1945 : Kita no san-nin (北の三人?) de Kiyoshi Saeki
- 1946 : Seigneur d'un soir (或る夜の殿様, Aru yo no tonosama?) de Teinosuke Kinugasa
- 1946 : L'Ennemi du peuple (民衆の敵, Minshu no teki?) de Tadashi Imai
- 1946 : Ceux qui bâtissent l'avenir (明日を作る人々, Asu o tsukuru hitobito?) d'Akira Kurosawa, Hideo Sekigawa et Kajirō Yamamoto : directeur de théâtre
- 1946 : Juichinin no jogakusei (十一人の女学生?) de Motoyoshi Oda
- 1946 : Je ne regrette rien de ma jeunesse (わが青春に悔なし, Waga seishun ni kuinashi?) d'Akira Kurosawa : commissaire de police
- 1947 : Quatre histoires d'amour (四つの恋の物語, Yottsu no koi no monogatari?) de Kajirō Yamamoto et Kenta Yamazaki
- 1947 : Vingt-quatre heures sous terre (地下街二十四時間, Chikagai nijuyojikan?) de Tadashi Imai, Kiyoshi Kusuda et Hideo Sekigawa
- 1947 : La Montagne d'argent (銀嶺の果て, Ginrei no hate?) de Senkichi Taniguchi : Nojiro
- 1947 : L’Éveil du printemps (春のめざめ, Haru no mezame?) de Mikio Naruse : Kenzō Ogura
- 1947 : Daini no jinsei (第二の人生?) d'Hideo Sekigawa
- 1948 : L'Ange ivre (酔いどれ天使, Yoidore tenshi?) d'Akira Kurosawa : le docteur Sanada
- 1949 : La vie d'une femme (女の一生, Onna no isshō?) de Fumio Kamei
- 1949 : Le Duel silencieux (静かなる決闘, Shizukanaru ketto?) d'Akira Kurosawa : le docteur Konosuke Fujisaki
- 1949 : La Femme de l'enfer (地獄の貴婦人, Jigoku no kifujin?) de Motoyoshi Oda : chef de la police
- 1949 : Ishimatsu des forêts (森の石松, Mori no Ishimatsu?) de Kōzaburō Yoshimura
- 1949 : Chien enragé (野良犬, Nora-inu?) d'Akira Kurosawa : Commissaire Sato

### Années 1950
- 1950 : Tohu-bohu (てんやわんや, Ten'ya wan'ya?) de Minoru Shibuya
- 1950 : Sanshiro de Ginza (銀座三四郎, Ginza Sanshirō?) de Kon Ichikawa
- 1950 : Évasion (脱獄, Datsugoku?) de Kajirō Yamamoto

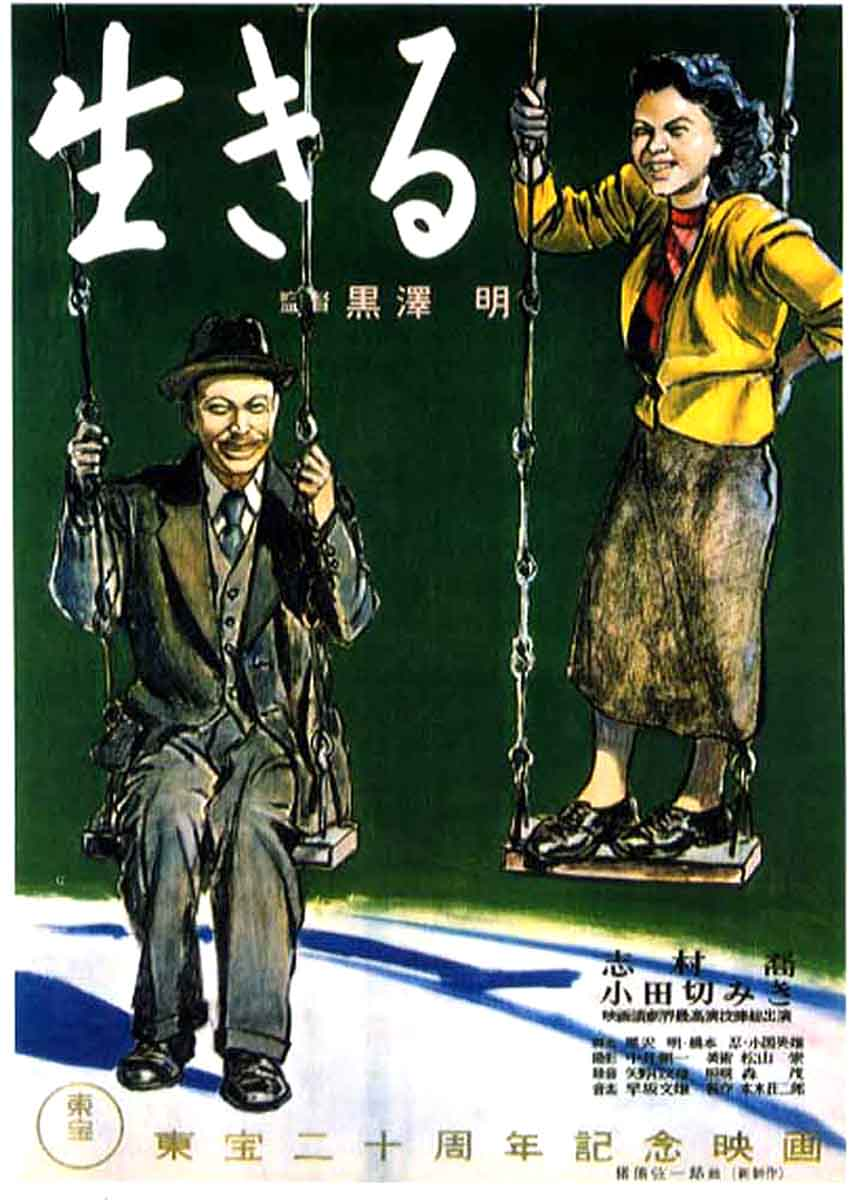
Affiche japonaise de Vivre (1952).

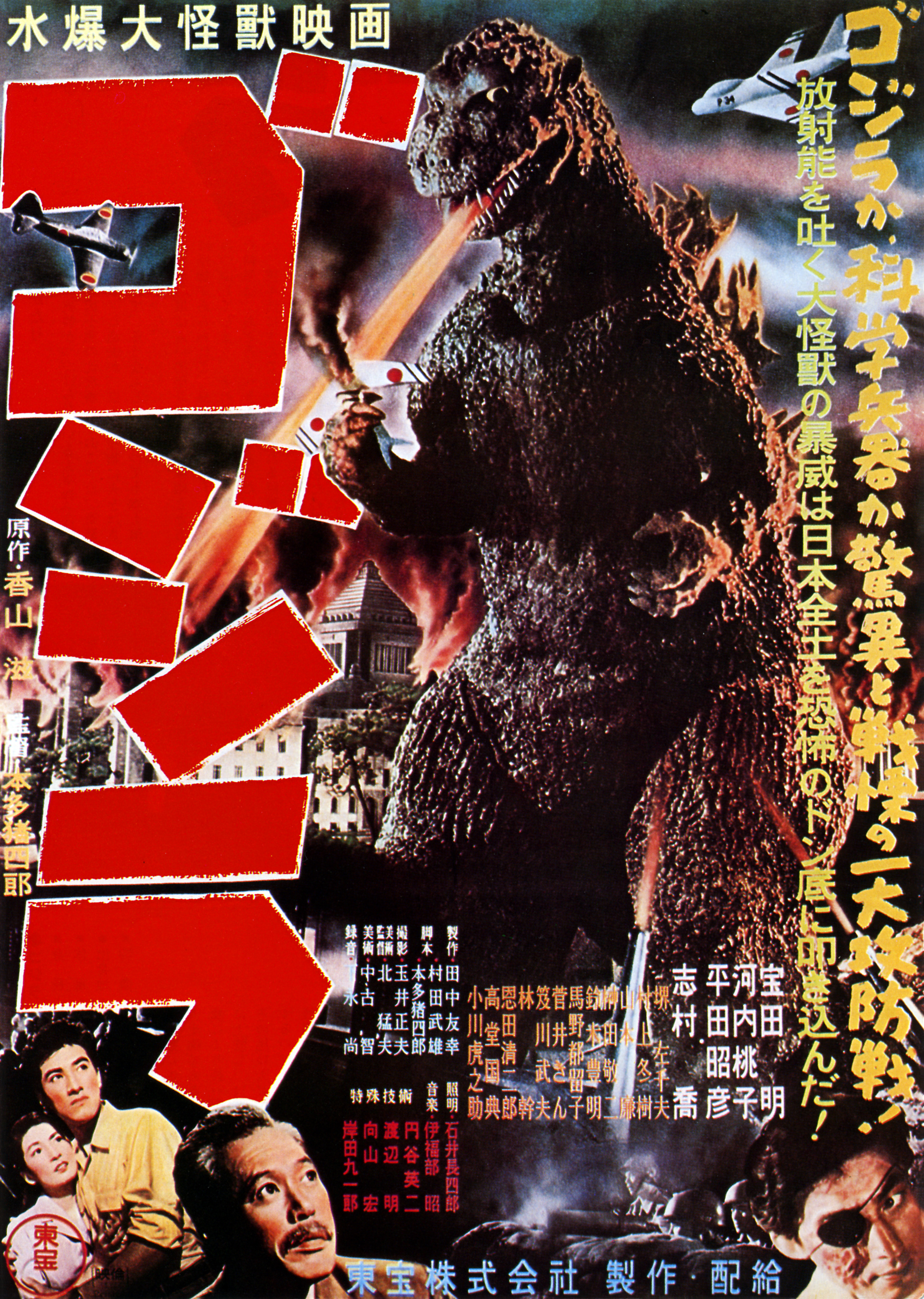
Affiche japonaise de Godzilla (1954).

- 1950 : Profession garde du corps (俺は用心棒, Orewa yojimbo?) de Hiroshi Inagaki
- 1950 : Ma no ōgon (魔の黄金?) de Senkichi Taniguchi
- 1950 : Scandale (醜聞, Shubun?) d'Akira Kurosawa
- 1950 : La Rue en colère (怒りの街, Ikari no machi?) de Mikio Naruse
- 1950 : Rashōmon (羅生門, Rashōmon?) d'Akira Kurosawa
- 1951 : L'Amour volé (盗まれた恋, Nusumareta koi?) de Kon Ichikawa
- 1951 : Ai to nikushimi no kanata e (愛と憎しみの彼方へ?) de Senkichi Taniguchi
- 1951 : Élégie (悲歌, Aika?) de Kajirō Yamamoto
- 1951 : L'Idiot (白痴, Hakuchi?) d'Akira Kurosawa
- 1951 : Kedamono no yado (獣の宿?) de Tatsuyasu Osone
- 1951 : The Blue Pearl (青い真珠, Aoi shinju?) d'Ishirō Honda
- 1951 : L'Enchanteresse (牝犬, Mesu inu?) de Keigo Kimura
- 1951 : M. Hope (ホープさん サラリーマン虎の巻, Hopu-san: sarariiman no maki?) de Kajirō Yamamoto
- 1951 : La Vie d'un marchand de chevaux (馬喰一代, Bakurō ichidai?) de Keigo Kimura
- 1952 : Araki Mataemon: Kettō kagiya no tsuji (荒木又右衛門 決闘鍵屋の辻?) de Kazuo Mori
- 1952 : The Skin of the South (南国の肌, Nangoku no hada?) d'Ishirō Honda
- 1952 : Muteki (霧笛?) de Senkichi Taniguchi
- 1952 : La Vie d'O'Haru femme galante (西鶴一代女, Saikaku ichidai onna?) de Kenji Mizoguchi
- 1952 : Sengoku burai (戦国無頼?) de Hiroshi Inagaki
- 1952 : La Belle et le Voleur (美女と盗賊, Bijo to tozoku?) de Keigo Kimura
- 1952 : Vivre (生きる, Ikiru?) d'Akira Kurosawa
- 1952 : Oka wa hanazakari (丘は花ざかり?) de Yasuki Chiba
- 1952 : The Man Who Came to Port (港へ来た男, Minato e kita otoko?) d'Ishirō Honda
- 1952 : Les Bateaux et la vie élégante (風雲千両船, Fūun senryōsen?) de Hiroshi Inagaki
- 1953 : L'Étreinte (抱擁, Hoyo?) de Masahiro Makino
- 1953 : Yoru no owari (夜の終り?) de Senkichi Taniguchi
- 1953 : Eagle of the Pacific (太平洋の鷲, Taiheiyo no washi?) d'Ishirō Honda
- 1954 : Jirochō sangokushi: Daihachibu: Kaidō ichi no abarenbō (次郎長三国志 第八部 海道一の暴れん坊?) de Masahiro Makino
- 1954 : Les Sept Samouraïs (七人の侍, Shichinin no samurai?) d'Akira Kurosawa
- 1954 : Asakusa no yoru (浅草の夜?) de Kōji Shima
- 1954 : Kimi shinitamo koto nakare (君死に給うことなかれ?) de Seiji Maruyama
- 1954 : Haha no hatsukoi (母の初恋?) de Seiji Hisamatsu
- 1954 : Shin Kurama Tengu: Daiichi wa: Tengu shutsugen (新鞍馬天狗 第一話 天狗出現?) de Nobuo Aoyagi
- 1954 : Godzilla (ゴジラ, Gojira?) d'Ishirō Honda
- 1954 : Shin Kurama Tengu: Daini wa: Azuma-dera no kettō (新鞍馬天狗 第二話 東寺の決闘?) de Nobuo Aoyagi
- 1954 : Bazoku geisha (馬賊芸者?) de Kōji Shima
- 1955 : Le Loup aveugle (人形佐七捕物帖 めくら狼, Ningyō Sashichi torimonochō: Mekura ōkami?) de Masahiro Makino
- 1955 : Le Retour de Godzilla (ゴジラの逆襲, Gojira no gyakushū?) de Motoyoshi Oda
- 1955 : Le Blé vert (麦笛, Mugibue?) de Shirō Toyoda
- 1955 : Otoko arite (男ありて?) de Seiji Maruyama
- 1955 : Sanjūsangōsha ōtō nashi (３３号車応答なし?) de Senkichi Taniguchi
- 1955 : Shin Kurama Tengu: Yūdachi no bushi (新鞍馬天狗 夕立の武士?) de Toshio Sugie
- 1955 : Histoire du détective Umon Muttsuri, le taciturne : la résidence Kimen (むっつり右門捕物帖 鬼面屋敷, Muttsuri Umon torimonocho - Kimen Yashiki?) de Kajirō Yamamoto
- 1955 : Geisha Konatsu: Hitori neru yo no Konatsu (芸者小夏 ひとり寝る夜の小夏?) de Nobuo Aoyagi
- 1955 : Vivre dans la peur (生きものの記録, Ikimono no kiroku?) d'Akira Kurosawa
- 1956 : La Voie de la lumière (宮本武蔵完結編 決闘巌流島, Miyamoto Musashi kanketsuhen: Kettō Ganryūjima?) de Hiroshi Inagaki
- 1956 : Trois femmes autour de Yoshinaka (新平家物語 義仲をめぐる三人の女, Shin heike monogatari: Yoshinaka o meguru sannin no onna?) de Teinosuke Kinugasa
- 1956 : Young Tree (若い樹, Wakai ki?) d'Ishirō Honda
- 1956 : Kyatsu o nigasuna (彼奴を逃すな?) de Hideo Suzuki
- 1956 : Le Quartier des ténèbres (暗黒街, Ankokugai?) de Kajirō Yamamoto
- 1956 : Godzilla, King of the Monsters! (怪獣王ゴジラ, Kaijū ō Gojira?) d'Ishirō Honda et Terry O. Morse
- 1956 : Narazu-mono (ならず者?) de Nobuo Aoyagi
- 1957 : Bōkyaku no hanabira (忘却の花びら?) de Toshio Sugie
- 1957 : La Mariée du château d'Otori (鳳城の花嫁, Ōtori-jō no hanayome?) de Sadatsugu Matsuda
- 1957 : Prisonnière des Martiens (地球防衛軍, Chikyu boeigun?) d'Ishirō Honda
- 1957 : Le Château de l'araignée (蜘蛛巣城, Kumonosu jo?) d'Akira Kurosawa
- 1957 : Yama to kawa no aru machi (山と川のある町?) de Seiji Maruyama
- 1957 : Be Happy, These Two Lovers (この二人に幸あれ, Kono futari ni sachi are?) d'Ishirō Honda
- 1957 : Une femme indomptable (あらくれ, Arakure?) de Mikio Naruse
- 1957 : Bōkyaku no hanabira: Kanketsuhen (忘却の花びら 完結篇?) de Toshio Sugie
- 1957 : Kiken na eiyu (危険な英雄?) de Hideo Suzuki
- 1957 : Le Calme du soir (夕凪, Yūnagi?) de Shirō Toyoda
- 1957 : La Dernière Extrémité (どたんば, Dotanba?) de Tomu Uchida
- 1958 : Nichiren to mōko daishūrai (日蓮と蒙古大襲来?) de Kunio Watanabe
- 1958 : La Vengeance des loyaux serviteurs (忠臣蔵, Chūshingura?) de Kunio Watanabe : Jūbei Ōtake
- 1958 : Jinsei gekijō: Seishun hen (人生劇場 青春篇?) de Toshio Sugie
- 1958 : La Forteresse cachée (隠し砦の三悪人, Kakushi toride no san-akunin?) d'Akira Kurosawa
- 1958 : Ten to sen (点と線?) de Tsuneo Kobayashi
- 1959 : Sora kakeru hanayome (空かける花嫁?) de Yoshiaki Bansho
- 1959 : Sōkaiya nishikijō: Shōbushi to sono musume (総会屋錦城 勝負師とその娘?) de Kōji Shima
- 1959 : Beran me-e geisha (べらんめえ芸者?) d'Eiichi Koishi
- 1959 : Inao: Story of an Iron Arm (鉄腕投手 稲尾物語, Tetsuwan toshu: Inao monogatari?) d'Ishirō Honda
- 1959 : Le Sifflement de Kotan (コタンの口笛, Kotan no kuchibue?) de Mikio Naruse
- 1959 : Sengoku gunto-den (戦国群盗伝?) de Toshio Sugie
- 1959 : Un tableau éphémère (かげろう絵図, Kagero ezu?) de Teinosuke Kinugasa
- 1959 : La Naissance du Japon (日本誕生, Nippon tanjō?) de Hiroshi Inagaki

### Années 1960
- 1960 : Le Palais de la princesse Sen (千姫御殿, Senhime goten?) de Kenji Misumi
- 1960 : Le Gars des vents froids (からっ風野郎, Karakkaze yarō?) de Yasuzō Masumura
- 1960 : Hawai Middouei daikaikusen: Taiheiyo no arashi (ハワイ・ミッドウェイ大海空戦 太平洋の嵐?) de Shuei Matsubayashi et Hugo Grimaldi
- 1960 : Courant du soir (夜の流れ, Yoru no nagare?) de Mikio Naruse et Yūzō Kawashima
- 1960 : Otoko tai otoko (男対男?) de Senkichi Taniguchi
- 1960 : Les salauds dorment en paix (悪い奴ほどよく眠る, Warui yatsu hodo yoku nemuru?) d'Akira Kurosawa
- 1960 : Ganbare! Bangaku (がんばれ！盤獄?) de Shuei Matsubayashi
- 1960 : Sarariman Chūshingura (サラリーマン忠臣蔵?) de Toshio Sugie
- 1961 : Récits du château d'Osaka (大阪城物語, Ōsaka-jō monogatari?) de Hiroshi Inagaki
- 1961 : Harekosode (晴小袖?) de Kimiyoshi Yasuda
- 1961 : Zoku sarariman Chūshingura (続サラリーマン忠臣蔵?) de Toshio Sugie
- 1961 : Le Garde du corps (用心棒, Yojimbo?) d'Akira Kurosawa
- 1961 : Ai to honoho to (愛と炎と?) d'Eizo Sugawa
- 1961 : Mothra (モスラ, Mosura?) d'Ishirō Honda
- 1961 : Kuroi gashū dainibu: Kanryū (黒い画集 第二話 寒流?) de Hideo Suzuki
- 1961 : Futari no musuko (二人の息子?) de Yasuki Chiba
- 1962 : Sanjuro (椿三十郎, Tsubaki Sanjūrō?) d'Akira Kurosawa
- 1962 : Zoku sarariman shimizu minato (続サラリーマン清水港?) de Shuei Matsubayashi
- 1962 : Long Way to Okinawa (旅愁の都?) de Hideo Suzuki
- 1962 : Astronaut 1980 (妖星ゴラス, Yōsei Gorasu?) d'Ishirō Honda
- 1962 : Kurenai no sora (紅の空?) de Senkichi Taniguchi
- 1962 : Kujira gami (鯨神?) de Tokuzō Tanaka
- 1962 : Les 47 Rōnin (忠臣蔵 花の巻 雪の巻, Chūshingura: Hana no maki, yuki no maki?) de Hiroshi Inagaki
- 1963 : Les Ailes du Pacifique (太平洋の翼, Taiheiyo no tsubasa?) de Shūe Matsubayashi
- 1963 : Entre le ciel et l'enfer (天国と地獄, Tengoku to jigoku?) d'Akira Kurosawa
- 1963 : Taiyō wa yondeiru (太陽は呼んでいる?) d'Eizo Sugawa
- 1963 : Le Défi des géants (大盗賊, Daitōzoku?) de Senkichi Taniguchi
- 1964 : Chi to daiyamondo (血とダイヤモンド?) de Jun Fukuda
- 1964 : Aku no monsho (悪の紋章?) de Hiromichi Horikawa
- 1964 : Le Chemin de gloire du blaireau (天才詐欺師物語 狸の花道, Tensai sagishi monogatari: Tameki no hanamichi?) de Kajirō Yamamoto
- 1964 : Ghidrah, le monstre à trois têtes (三大怪獣 地球最大の決戦, Sandaikaijū: Chikyū saidai no kessen?) d'Ishirō Honda
- 1964 : Kwaïdan (怪談, Kaidan?) de Masaki Kobayashi
- 1965 : Matatabi san ning yakuza (股旅三人やくざ?) de Tadashi Sawashima
- 1965 : Kono koe naki sakebi (この声なき叫び?) de Hirokazu Ichimura
- 1965 : Samouraï (侍, Samurai?) de Kihachi Okamoto
- 1965 : Barberousse (赤ひげ, Akahige?) d'Akira Kurosawa
- 1965 : Sanshiro Sugata (姿三四郎, Sugata Sanshiro?) de Seiichirō Uchikawa
- 1965 : La Retraite de Kiska (太平洋奇跡の作戦 キスカ, Taiheiyō kiseki no sakusen: Kisuka?) de Seiji Maruyama
- 1965 : Frankenstein vs. Baragon (フランケンシュタイン対地底怪獣, Furankenshutain tai chitei kaijū?) d'Ishirō Honda
- 1965 : Buraikan jingi (無頼漢仁義?) de Yūsuke Watanabe
- 1966 : Noren ichidai: Jōkyō (のれん一代 女侠?) de Tadashi Sawashima
- 1966 : Bankokku no yoru (バンコックの夜?) de Yasuki Chiba
- 1966 : Kaerazeru hatoba (帰らざる波止場?) de Mitsuo Ezaki
- 1967 : Quand le gâteau de sucre s'effondre (砂糖菓子が壊れるとき, Satogashi ga kowareru toki?) de Tadashi Imai
- 1967 : Le Jour le plus long du Japon (日本のいちばん長い日, Nippon no ichiban nagai hi?) de Kihachi Okamoto
- 1967 : Gyangu no teiō (ギャングの帝王?) de Yasuo Furuhata
- 1968 : Industrial Spy (産業スパイ, Sangyo supai?) d'Eiichi Kudo
- 1968 : Le Soleil de Kurobe (黒部の太陽, Kurobe no taiyō?) de Kei Kumai
- 1968 : La Lanterne pivoine (牡丹燈籠, Botan-dōrō?) de Satsuo Yamamoto
- 1968 : La Légende de Zatoïchi : Le Défi (座頭市果し状, Zatōichi hatashijō?) de Kimiyoshi Yasuda
- 1968 : La Fête de Gion (祇園祭, Gion matsuri?) de Tetsuya Yamanouchi (ja)
- 1969 : Gendai yakuza: Yotamono no okite (現代やくざ 与太者の掟?) de Yasuo Furuhata
- 1969 : La Saga de Magoichi (尻啖え孫市, Shirikurae Magoichi?) de Kenji Misumi : le père de Magoichi
- 1967 : Shōwa zankyō-den: Chizome no karajishi (昭和残侠伝 血染の唐獅子?) de Masahiro Makino
- 1969 : Nihon bōryoku-dan: Kumicho to shikaku (日本暴力団 組長と刺客?) de Jun'ya Satō
- 1969 : Furin kazan (風林火山, Furin kazan?) de Hiroshi Inagaki
- 1969 : C'est dur d'être un homme (男はつらいよ, Otoko wa tsurai yo?) de Yōji Yamada

### Années 1970
- 1970 : Gekidō no Showa shi: Gunbatsu (激動の昭和史 軍閥?) d'Hiromichi Horikawa
- 1971 : C'est dur d'être un homme : Une vie simple (男はつらいよ 寅次郎恋歌, Otoko wa tsurai yo: Torajirō koiuta?) de Yōji Yamada : le professeur Suwa
- 1972 : Gokudo makari tōru (極道罷り通る?) de Shigehiro Ozawa
- 1973 : La Légende de Zatoïchi : Retour au pays natal (新座頭市物語・笠間の血祭り, Shin Zatōichi monogatari: Kasama no chimatsuri?) de Kimiyoshi Yasuda
- 1974 : Karajishi keisatsu (唐獅子警察?) de Sadao Nakajima
- 1974 : Debout les damnés de la terre (襤褸の旗, Ranru no hata?) de Kōzaburō Yoshimura
- 1974 : La Fin du monde d'après Nostradamus (ノストラダムスの大予言 Catastrophe-1999, Nosutoradamusu no daiyogen?) de Toshio Masuda
- 1975 : Super Express 109 (新幹線大爆破, Shinkansen daibakuha?) de Jun'ya Satō
- 1976 : Zoku ningen kakumei (続人間革命?) de Toshio Masuda
- 1976 : Ninjutsu: Sarutobi Sasuke (忍術 猿飛佐助?) de Shigeyuki Yamane
- 1978 : Mademoiselle Ogin (お吟さま, Ogin-sama?) de Kei Kumai
- 1978 : C'est dur d'être un homme : Elle court, elle court la rumeur (男はつらいよ 噂の寅次郎, Otoko wa tsurai yo: Uwasa no Torajirō?) de Yōji Yamada : le professeur Suwa

### Années 1980
- 1980 : Dōran (動乱?) de Shirō Moritani : Kosuke Miyagi
- 1980 : La Tuile de Tenpyo ou Un océan à traverser (天平の甍, Tenpyō no iraka?) de Kei Kumai
- 1980 : Kagemusha, l'Ombre du guerrier (影武者, Kagemusha?) d'Akira Kurosawa
- 1981 : Nihon Philharmonic Orchestra: Honoo no dai gogakusho (日本フィルハーモニー物語 炎の第五楽章?) de Seijirō Kōyama

## Distinctions
Sauf indication contraire, les informations mentionnées dans cette section peuvent être confirmées par la base de données cinématographiques IMDb,  présente dans la section « Liens externes ».

### Décorations
- Médaille au ruban pourpre en 1974
- Ordre du Soleil levant en 1980 (quatrième classe)

### Récompenses
- Prix du film Mainichi 1950 : meilleur acteur pour Le Duel silencieux et Chien enragé[3]
- Prix Jussi 1959 : meilleur acteur étranger pour Les Sept Samouraïs

### Nominations
- BAFTA 1956 : meilleur acteur étranger pour Les Sept Samouraïs[4]
- BAFTA 1960 : meilleur acteur étranger pour Vivre[5]